# Sainte-Cécile (Manche)
Sainte-Cécile település Franciaországban, Manche megyében. Lakosainak száma 785 fő (2022. január 1.). Sainte-Cécile Saint-Aubin-des-Bois, Beslon, La Chapelle-Cécelin, Chérencé-le-Héron, La Colombe, Saint-Maur-des-Bois és Villedieu-les-Poêles-Rouffigny községekkel határos.

## Népesség
A település népessége az elmúlt években az alábbi módon változott:
| Lakosok száma | 548  | 664  | 679  | 767  | 825  | 829  | 816  | 785  | 788  | 785  |
|               | 1968 | 1982 | 1990 | 2006 | 2013 | 2015 | 2017 | 2019 | 2020 | 2022 |